# Тайны, которые мы храним
«Тайны, которые мы храним» (англ. The Secrets We Keep) — американский драматический триллер 2020 года режиссера Юваля Адлера по сценарию Адлера и Райана Ковингтона. В ролях Нуми Рапас, Юэль Киннаман и Крис Мессина.
Фильм вышел в ограниченный прокат 16 сентября 2020 года, а 16 октября 2020 года — на сервисах видео по запросу компанией Bleecker Street.

## Сюжет
Майя (Нуми Рапас) — румынка, живущая в Америке в послевоенное время, замужем за Льюисом (Крис Мессина), уважаемым доктором, и матерью молодого Патрика (Джексон Дин Винсент). Однажды в парке загадочный человек ловит взгляд Майи, наполняя ее страхом, тогда она решает последовать за этим человеком до его машины. Понимая, что ключевая фигура из ее прошлого, возможно, живет в ее районе, Майя решает похитить Томаса (Юэль Киннаман), рабочего нефтеперерабатывающего завода, затащив его в свой подвал, чтобы подвергнуть допросу. Обвинив Томаса в садистских нацистских преступлениях, которые привели к ее изнасилованию и убийству ее любимой сестры во время войны, Майя полна решимости вырвать у пленного признание. Когда Льюис обнаруживает беспорядок, он втягивается в миссию своей жены, неуверенный, может ли он доверять ее памяти, когда сталкивается с истекающим кровью мужчиной, умоляющим сохранить ему жизнь.

## В ролях
- Нуми Рапас — Майя Стоу
- Юэль Киннаман — Томас Стоу
- Крис Мессина — Льюис Россини
- Эми Сайметц — Рэйчел Кристал
- Джексон Дин Винсент — Патрика
- Милуэтт Налин — Мириа
- Мэдисон Пейдж Джонс — Аннабель
- Джефф Поуп — мистер Уайт
- Дэвид Мальдонадо — офицер Брауэр
- Эд Аматрудо — Альберт Зонндеркуист
- Виктория Хилл -— Клэр

## Производство
В ноябре 2018 года было объявлено, что Нуми Рапас и Юэль Киннаман присоединились к актёрскому составу фильма, а Ювал Адлер выступит режиссером по сценарию Райана Ковингтона. Лоренцо ди Бонавентура, Эрик Хоусам, Грег Шапиро и Адам Рибак выступят в качестве продюсеров фильма. В апреле 2019 года Эми Сеймец и Крис Мессина присоединились к актёрскому составу фильма, производство которого началось в том же месяце.

## Релиз
В мае 2020 года Bleecker Street приобрела права на распространение фильма. Он был выпущен в ограниченный прокат 16 сентября 2020 года, а 16 октября 2020 года стал доступен на сервисах видео по запросу.

## Прием критиков
На сайте Rotten Tomatoes фильм имеет рейтинг 63 %, на основе 41 отзыва со средней оценкой 6,05/10. Критический консенсус сайта гласит: «Фильм затрагивает серьезные темы, но использует приемы из фильмов категории B». На Metacritic фильм имеет средневзвешенный балл 46 из 100, основанный на отзывах 11 критиков, что указывает на «смешанные или средние отзывы».
Деннис Харви из Variety пишет: "Эта драма, похожая на саспенс, " Смерть и дева « не является ни полностью убедительной, ни особенно оригинальной, ее повествование идет курсом, который с самого начала кажется несколько предсказуемым. Но он все еще достаточно силен, чтобы быть эффективным».